# Khān Jamāl-e Panāhī
Khān Jamāl-e Panāhī (persiska: خان جمال پناهی, Khānjamāl-e Panāhī) är en ort i Iran.   Den ligger i provinsen Kermanshah, i den nordvästra delen av landet, 400 km väster om huvudstaden Teheran. Khān Jamāl-e Panāhī ligger 1 778 meter över havet och antalet invånare är 330.
Terrängen runt Khān Jamāl-e Panāhī är kuperad åt sydost, men åt nordväst är den platt.Runt Khān Jamāl-e Panāhī är det ganska tätbefolkat, med 72 invånare per kvadratkilometer. Närmaste större samhälle är Sonqor, 15,3 km söder om Khān Jamāl-e Panāhī. Trakten runt Khān Jamāl-e Panāhī består i huvudsak av gräsmarker.